# 1966 في المكسيك
فيما يلي قوائم الأحداث التي وقعت خلال عام 1966 في المكسيك.

## رياضة
- 23 أكتوبر – جائزة المكسيك الكبرى 1966 الفائز جون سورتيس.

## أفلام
من الأفلام التي صدرت هذه السنة في المكسيك:
- 1 يناير – كل واحد معركته من إخراج Gilberto Martínez Solares [الإنجليزية]‏.

## مواليد

### يناير
- 1 يناير – ألما لوبيز
- 1 يناير – لويس فيليبي أورتيغا
- 1 يناير – مويسيس ساليناس
- 8 يناير – فرناندو ألفريدو مالدونادو
- 21 يناير – أوسكار ساول كاستيلو أندرادي سياسي مكسيكي.

### فبراير
- 12 فبراير – خوسيه لويس ماتا ماتا لاعب كرة قدم مكسيكي.

### مارس
- 3 مارس – فرناندو كولونجا ممثل مكسيكي.
- 14 مارس – خوسيه غوادالوبي روبيو لاعب كرة قدم مكسيكي.
- 21 مارس – بينيتو أرتشونديا
- 22 مارس – ديفيد مونريال أفيلا سياسي مكسيكي.
- 25 مارس – هومبرتو غونزاليس ملاكم مكسيكي.

### أبريل
- 1 أبريل – خورخي غالفان
- 27 أبريل – أرتور خوسيه أيوب رجل أعمال مكسيكي.

### مايو
- 9 مايو – خوسيه آرون ألفارادو نيفيس مصارع هاوي مكسيكي.
- 17 مايو – هوغو هيكتور مارتينيز غونزاليس سياسي مكسيكي.
- 21 مايو – سيرجيو ماير ممثل مكسيكي.
- 22 مايو – فرنسيسكو بليك مورا سياسي مكسيكي.
- 24 مايو – فرانسيسكو خافيير كروز لاعب كرة قدم مكسيكي.

### يونيو
- 3 يونيو – خوسيه لويس غونزاليس تشاينا لاعب كرة قدم مكسيكي.
- 3 يونيو – فيديريكو غونزاليس لونا سياسي مكسيكي.
- 5 يونيو – سيرجيو توريس فيليكس سياسي مكسيكي.
- 21 يونيو – خوسيه لويس ماركيز مارتينيز سياسي مكسيكي.
- 22 يونيو – كارلوس غالاردو
- 27 يونيو – خوسيه لويس روتشا غطاس من الولايات المتحدة الأمريكية.
- 27 يونيو – سيرجيو غاما دوفور سياسي مكسيكي.

### يوليو
- 3 يوليو – غويلرمو هويرتا لاعب كرة قدم مكسيكي.
- 19 يوليو – بلو ديمون الابن مصارع محترف مكسيكي.
- 20 يوليو – إنريكه بينيا نييتو رئيس المكسيك.
- 28 يوليو – هومبيرتو موريرا سياسي مكسيكي.

### أغسطس
- 9 أغسطس – خافيير غالفان سياسي مكسيكي.
- 9 أغسطس – كارلوس بيلو أوتيرو سياسي مكسيكي.
- 17 أغسطس – دانييلا كاسترو ممثلة مكسيكية.
- 21 أغسطس – لويس أرماندو ميلجار برافو سياسي مكسيكي.

### سبتمبر
- 1 سبتمبر – هيكتور ليساراغا ملاكم مكسيكي.
- 2 سبتمبر – سلمى حايك ممثلة مكسيكية أمريكية.
- 15 سبتمبر – جويل سانشيز منافِس أوليمبي مكسيكي.
- 16 سبتمبر – فرنسيسكو هيريرا ليون سياسي مكسيكي.
- 29 سبتمبر – غوستافو أورتيغا خواكين سياسي مكسيكي.
- 29 سبتمبر – كارلوس فرنانديز غونزاليس رجل أعمال مكسيكي.

### أكتوبر
- 15 أكتوبر – خورخي كامبوس لاعب كرة قدم مكسيكي.
- 16 أكتوبر – راؤول غوتيريز لاعب كرة قدم مكسيكي.
- 17 أكتوبر – مارغو ري مغنية مكسيكية.

### نوفمبر
- 8 نوفمبر – جوستافو سانشيز بارا ممثل مكسيكي.
- 22 نوفمبر – أرتور غارسيا بورتيو سياسي مكسيكي.
- 28 نوفمبر – أوكتافيو مورا لاعب كرة قدم مكسيكي.

### ديسمبر
- 6 ديسمبر – ميجيل أرويو درّاج طريق مكسيكي.
- 11 ديسمبر – أدولفو ريوس لاعب كرة قدم مكسيكي.

## وفيات

### أبريل
- 1 أبريل – ريتشارد هيو (مواليد 1908) لاعب كركيت من المملكة المتحدة.
- 19 أبريل – خافيير سوليس (مواليد 1931) ممثل مكسيكي.

### ديسمبر
- 10 ديسمبر – غريغوريو لوبيز (مواليد 1897) شاعر مكسيكي.